# Historia musical romántica
Historia musical romántica es el nombre del álbum recopilatorio del grupo mexicano de música romántica Grupo Bryndis. Fue lanzado al mercado por Disa Records el 26 de junio de 2001.

## Lista de canciones
| Historia musical romántica |                             |                                                |          |  |
| N.º                        | Título                      | Escritor(es)                                   | Duración |  |
| 1.                         | «Te vas con él»             | Mauro Posadas                                  | 2:19     |  |
| 2.                         | «Te esperaré»               | Mauro Posadas                                  | 2:24     |  |
| 3.                         | «La luz de mi vida»         | Juan Guevara Ceballos                          | 0:59     |  |
| 4.                         | «Entre tú y yo»             | Mauro Posadas                                  | 2:21     |  |
| 5.                         | «Amor prohibido»            | Mauro Posadas                                  | 3:19     |  |
| 6.                         | «Regresa»                   | Guadalupe Guevara                              | 1:10     |  |
| 7.                         | «Otro ocupa mi lugar»       | Miguel Gallardo                                | 1:28     |  |
| 8.                         | «Qué más te da»             | Camilo Blanes                                  | 1:33     |  |
| 9.                         | «Y todo acabó»              | Guadalupe Guevara, Juan Guevara, Mauro Posadas | 1:13     |  |
| 10.                        | «Te juro que te amo»        | Luazi, Mogol, Prudente                         | 3:02     |  |
| 11.                        | «Tu tradición»              | Mauro Posadas                                  | 1:38     |  |
| 12.                        | «Sólo te amo a ti»          | Mauro Posadas                                  | 1:54     |  |
| 13.                        | «Mi verdadero amor»         | Claudio Pablo Montaño                          | 1:49     |  |
| 14.                        | «Por estar pensando en ti»  | Mauro Posadas                                  | 2:05     |  |
| 15.                        | «Olvidemos nuestro orgullo» | Mauro Posadas                                  | 3:01     |  |
| 16.                        | «Así es el amor»            | Gerardo Izaguirre                              | 2:14     |  |
| 17.                        | «Volvamos a empezar»        | Mauro Posadas                                  | 1:51     |  |
| 18.                        | «Cuando vuelvas tú»         | Guadalupe Guevara                              | 3:49     |  |
| 19.                        | «Regresa a mí»              | Mauro Posadas                                  | 2:15     |  |
| 20.                        | «Por qué me enamoré»        | Guadalupe Guevara                              | 1:36     |  |
| 21.                        | «Pagando mi pasado»         | Mauro Posadas                                  | 1:49     |  |
| 22.                        | «Una aventura más»          | Juan Guevara                                   | 1:28     |  |
| 23.                        | «Sin ti»                    | Mauro Posadas                                  | 1:51     |  |
| 24.                        | «Perdóname»                 | Mauro Posadas                                  | 1:20     |  |
| 25.                        | «Me hace falta tu amor»     | Juan Guevara                                   | 1:46     |  |
| 26.                        | «Secreto amor»              | Mauro Posadas                                  | 2:07     |  |
| 27.                        | «Quién vive en mí»          | Juan Guevara                                   | 1:07     |  |
| 28.                        | «Te he prometido»           | Leo Dan                                        | 1:01     |  |
| 29.                        | «Lo nuestro terminó»        | Mauro Posadas                                  | 2:00     |  |
| 30.                        | «Vete ya»                   | Juan Guevara                                   | 1:39     |  |